# MWS 45
Der MWS 45 ist ein Spezialtraktor für Hanglagen.

## Geschichte
Außer dem Traktor Zetor 7245 Horal, der bis 36 % Hangneigung einsetzbar war, stand in der DDR keine Maschine zur Bearbeitung von Hanglagen zur Verfügung. Dafür wurde vom FZM Schlieben unter Beteiligung des Kombinats Fortschritt Landmaschinen ein Traktor konstruiert, der bis 45 % Hangneigung einsetzbar war. Gebaut wurden vom MWS ab 1987 etwa 150 bis 200 Exemplare, zunächst vom Kreisbetrieb für Landtechnik (KfL) Sonneberg BT Schmiedefeld, später vom KfL Stadtlengsfeld BT Geisa.

## Konstruktion
Der MWS 45 basierte auf Teilen des Multicar 25 und wurde angetrieben durch einen wassergekühlten Vierzylinder-Viertakt-Dieselmotor mit 26,5 Kilowatt bei einer Drehzahl von 2300/min des VEB Motorenwerk Cunewalde. Das allradgetriebene Fahrzeug hat sechs synchronisierte Vorwärts- und zwei Rückwärtsgänge in zwei Gruppen. Der MWS 45 hat jeweils eine Front- und Heckdreipunkthydraulik mit einer motorgebundenen Zapfwelle mit 1000/min (Frontzapfwelle) bzw. 540/min (Heckzapfwelle).

### Technische Daten
- Länge: 3650 mm
- Breite: 1790 mm
- Höhe: 2100 mm
- Radstand: 1840 mm